# ISO 10006
A ISO 10006:2003, Quality management systems; Guidelines for quality management in projects, é um guia e um padrão internacional desenvolvido pela ISO específico para gerência de projetos, mas não com objetivos de certificação, mas sim de padronização. É aplicável a projetos de complexidades variadas, pequenos ou grandes, de curta ou longa duração, em diferentes ambientes e independente do tipo de produto ou processo envolvido. Isto pode necessitar de alguma adaptação em seu gerenciamento para atender às particularidades do projeto.

## Descrição do Processos de Gerenciamento de Projetos para a [NBR ISO 10006:2003]
1.	PROCESSO ESTRATÉGICO

1.1 Processo Estratégico:
Define a direção do Projeto e gerencia a realização de outros processos do Projeto.
2.	PROCESSOS DE GERENCIAMENTO DE INTERDEPENDÊNCIAS

2.1 Iniciação do Projeto e desenvolvimento do plano de Projeto:
Avaliação dos requisitos dos clientes e outras partes interessadas, preparando um plano do Projeto e iniciando outros processos.

2.2 Gerenciamento das interações:
Gerenciamento das interações entre os processos durante o Projeto.

2.3 Gerenciamento das mudanças:
Antecipação a mudanças e gerenciamento destas ao longo de todos o processos.

2.4 Encerramento:
Conclusão dos processos e obtenção de retroalimentação (feedback).
3.	PROCESSOS RELACIONADOS AO ESCOPO

3.1 Desenvolvimento conceitual:
Definição das linhas gerais sobre o que o produto do Projeto irá fazer.

3.2 Desenvolvimento e controle do escopo:
Documentação das características do produto do Projeto em termos mensuráveis e controle dos mesmos.

3.3 Definição das atividades:
Identificação e documentação das atividades e etapas necessárias para se alcançarem os objetivos do Projeto.

3.4 Controle das atividades:
Controle do trabalho efetivo realizado no Projeto.
4.	PROCESSOS RELACIONADOS AO TEMPO

4.1 Planejamento de dependência das atividades:
Identificação das inter-relações, interações lógicas e dependências entre as atividades do Projeto.

4.2 Estimativa de duração:
Estimativa da duração de cada atividade em conexão com atividades específicas e com os recursos necessários

4.3 Desenvolvimento do cronograma:
Inter-relação dos objetivos de prazo do Projeto, para confirmação do cronograma proposto ou para realizar as ações apropriadas para recuparear atrasos.

4.4 Controle do cronograma:
Controle da realização das atividades do Projeto, para confirmação do cronograma proposto ou para realizar as ações apropriadas para gerar atrasos.
5.	PROCESSOS RELACIONADOS AO CUSTO

5.1 Estimativa de custos:
Desenvolvimento de uma estimativa de custos para o projeto.

5.2 Orçamento:Utilização de resultados provenientes da estimativa de custos para elaboração do orçamento do Projeto.

5.3 Controle de custos:
Controle de custos e desvios  ao orçamento do Projeto.
6.	PROCESSOS RELACIONADOS AOS RECURSOS

6.1 Planejamento de recursos:
Identificação, estimativa, cronograma e alocação de todos os recursos principais.

6.2 Controle dos recursos:
Comparação da utilização real e planejada de recursos, corrigindo se necessário.
7.	PROCESSOS RELACIONADOS AO PESSOAL

7.1 Definição de estrutura organizacional:
Definição de uma estrutura organizacional para o Projeto, baseada no atendimento às necessidades de projetos, incluindo a identificação das funções e definindo autoridades e responsabilidades

7.2 Alocação de equipe:
Seleção e nomeação de pessoal suficiente com a competência apropriada para atender às necessidades do Projeto.

7.3 Desenvolvimento da equipe:
Desenvolvimento de habilidades individuais e coletivas para aperfeiçoar o desempenho do Projeto.
8.	PROCESSOS RELACIONADOS À COMUNICAÇÃO

8.1 Planejamento da comunicação:
Planejamento dos sistemas de informação e comunicação do Projeto.

8.2 Gerenciamento das informações:
Tornar disponíveis as informações necessárias da organização do Projeto aos membros e outras partes interessadas.

8.3 Controle da comunicação:
Controle da comunicação de acordo com o sistema de comunicação planejado.
9.	PROCESSOS RELACIONADOS AO RISCO

9.1 Identificação de riscos:
Determinação de riscos do Projeto.

9.2 Avaliação de riscos:
Avaliação da probabilidade de ocorrência de eventos de risco e impacto destes sobre o Projeto.

9.3 Desenvolvimento de reação ao risco:
Desenvolvimento de planos para reação ao risco.

9.4 Controle de riscos:
Implementação e atualização dos planos de risco.
10.	PROCESSOS RELACIONADOS AOS SUPRIMENTOS

10.1 Planejamento e controle de suprimentos:
Identificação e controle do que deve ser adquirido e quando.

10.2 Documentação dos requisitos:
Compilação das condições comerciais e requisitos técnicos.

10.3 Avaliação dos fornecedores:
Avaliação e determinação de quais fornecedores devem ser convidados a fornecer produtos.

10.4 Subcontratação:
Publicação dos convites à proposta, avaliação das propostas, negociação, preparação e assinatura de contrato.

10.5 Controle de contrato:
Garantia de que o desempenho dos fornecedores atende aos requisitos contratuais.